# Rekita Rozália

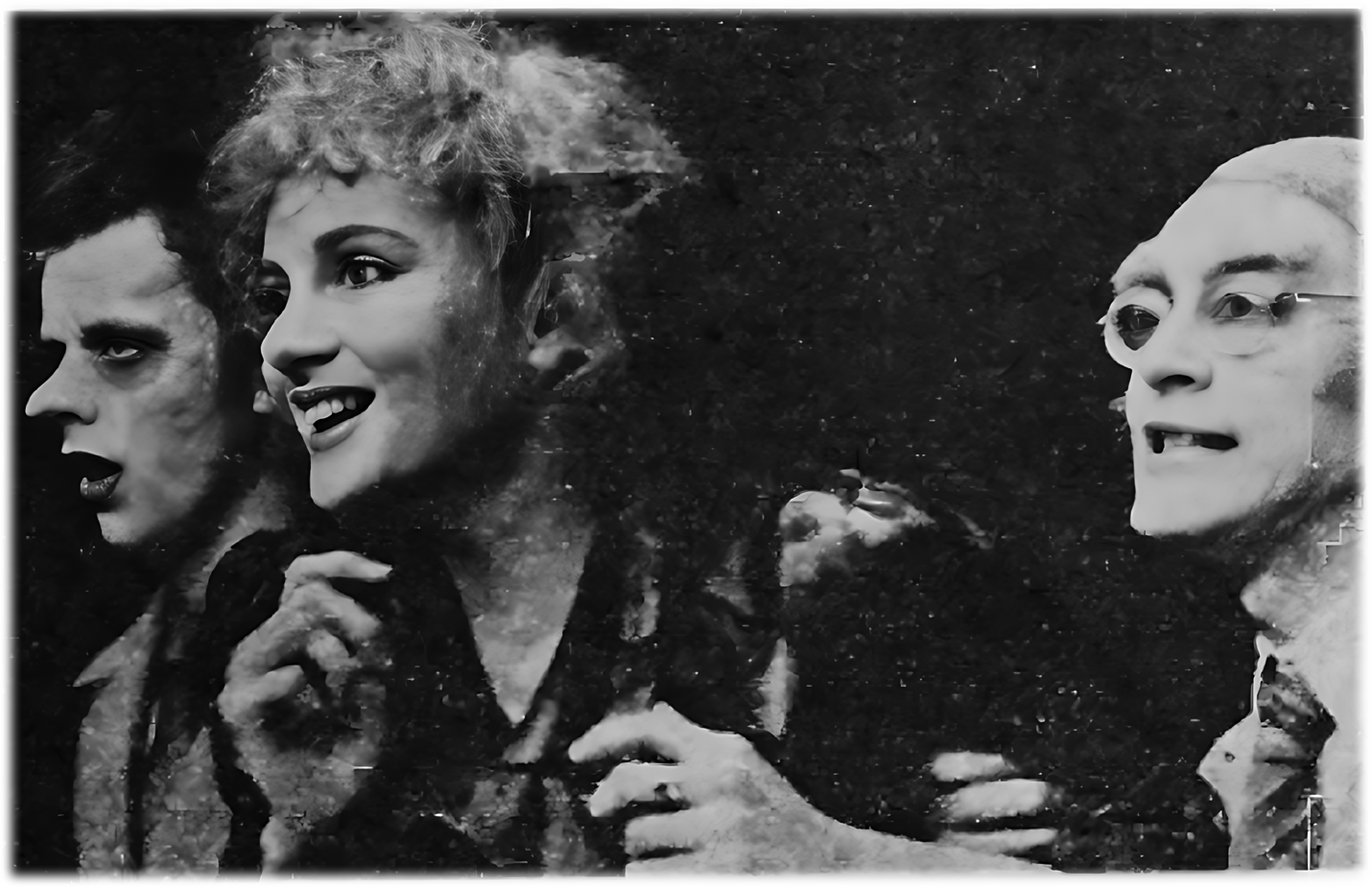
Főiskolás korában, 1983-ban
(Marx József felvétele)

Rekita Rozália (Nyárádszereda, 1960. szeptember 19. –) erdélyi színésznő, Jancsó Miklós felesége, Jancsó Noémi anyja.

## Életpályája
A marosvásárhelyi Szentgyörgyi István Színművészeti Intézetben végzett 1983-ban. Utána a Kolozsvári Állami Magyar Színház tagja 2001-ig. 2016-tól a kolozsvári Puck Bábszínház művésze.

## Munkássága
Mindig nagy átéléssel és egyéni színekkel alakította drámai szerepeit. Férjével, Jancsó Miklóssal több sikeres versmondó műsor szereplője.

### Főbb színpadi szerepei
- Tünde (Vörösmarty Mihály: Csongor és Tünde, 1984)
- Noémi (Jókai Mór: Az arany ember, 1984)
- Nyina (Csehov: A sirály, 1985)
- Aranka (Jókai Mór: A kőszívű ember fiai, 1988)
- Ala (Mrożek: Tangó)
- Ophélia (Shakespeare: Hamlet, 1987)
- Lány (Hszing Csi-en: A buszmegálló, 1989)
- Melinda (Katona József: Bánk bán, 1991)
- Rosalinda (Shakespeare: Ahogy tetszik, 1990)
- Adriana (Shakespeare: Tévedések vígjátéka, 1995)
- Menni vagy maradni (egyéni műsor férjével, 2005)

### Filmszerepei
- Kosztolányi Dezsö novellái: Kanári, 1994
- Kínai védelem, 1999

## Kitüntetései
- 2013: Az EMKE Gr. Bánffy Miklós-díjat adományozott Rekita Rozália és Jancsó Miklós részére „kiemelkedő színművészeti teljesítményükért és az anyanyelvi kultúra népszerűsítésében szerzett elévülhetetlen érdemeikért”.[4]